# Máine Mór
Máine Mór mac Eochaidh (fl. IV secolo) fu, secondo la tradizione storica irlandese, il fondatore del regno di Uí Maine.
Máine Mór discendeva da Colla da Chrioch di Oriel, che divenne sovrappopolato. Máine Mór, suo padre Eochaidh Ferdaghiall e i suoi due figli Breasal e Amhlaibh, si recarono nel Connacht per cercare nuove terre. Attaccarono le terre del re locale, Cian d'Fhearaibh Bolg, re dei Fir Bolg, e con l'intervento di Grellan, si stabilirono nel paese. In cambio, l'Uí Maine avrebbe sempre reso omaggio a Grellan, che divenne il santo patrono della dinastia.
Maine Mór regnò per cinquant'anni. Gli successe il figlio sopravvissuto, Breasal mac Maine Mór, che regnò per trent'anni.
Secondo un'altra tradizione, probabilmente successiva, il fondatore della dinastia degli Uí Maine fu invece Maine di Tethba, un figlio di Niall dei Nove Ostaggi.